# Ivóvízszabványok előírásai
Az ivóvíz minősítése fizikai, kémiai, bakteriológiai, hidrobiológiai, toxikológiai és radiológiai jellemzői alapján történik. Alapvető követelmény az ivóvízzel szemben, hogy ne tartalmazzon az emberre ártalmas élő- és élettelen anyagokat, feleljen meg a fogyasztók esztétikai igényeinek, sőt biztosítsa az emberi élethez szükséges mikro- és makroelemek felvételét és a só utánpótlást is.

## Ivóvíz-minősítés

### Ivóvíz-mintavétel
Az üzemeltető illetve a hatóság által végzett minimális mintavételi, vizsgálati számát és fajtát a 201/2001. (X.25.) Kormányrendelet írja elő. Általánosan a vízvizsgálatokhoz felhasznált vízminták vételezését és tartósítását az MSZ ISO 5667-1,2,3 szerint kell végrehajtani. Azzal együtt figyelembe kell vennia vizsgáló laboratóriumokban alkalmazott vizsgálati módszereket és így a vizsgálati szabványokban szereplő mintavételi és tartósítási követelményeket. 

### Mintavétel gyakorisága
A vízminőség-ellenőrzési követelmények, a vizsgálandó komponensek és az előírt mintavételi gyakoriságok a rendelet 2. számú mellékletében szerepelnek. Megkülönböztetjük az ellenőrző és részletes vizsgálatokat, azok célját, a hozzájuk tartozó komponenseket és gyakoriságát. Az ellenőrző vizsgálatok bontva vannak az I. (mindig vizsgálandókra), a II. (megjegyzésekben leírtaktól függően vizsgálandókra) és a III. (előbbi, de kisebb gyakorisággal vizsgálandókra) csoportokra.
| I.                        | II.                                                  | III.                      |
| ------------------------- | ---------------------------------------------------- | ------------------------- |
| Vízminőségi jellemzők     | Vízminőségi jellemzők                                | Vízminőségi jellemzők     |
| Szín                      | Alumínium                                            | Arzén                     |
| Szag                      | Klorid                                               | Lúgosság                  |
| Íz                        | Mangán                                               | Keménység                 |
| Ammónium                  | Nitrát                                               | Klorit                    |
| Nitrit                    | pH                                                   | Kötött aktív klór         |
| Permanganát-index (KOIps) | Zavarosság                                           | Szabad aktív klór         |
| Vas                       | Enterococcusok                                       | Szulfát                   |
| Vezetőképesség            | Szulfit redukáló anaerob baktériumok (Clostridiumok) | Trihalometánok            |
| Escherichia coli          | Pseudomonas aeruginosa                               | Összes szerves szén (TOC) |
| Telepszám 22 °C-on        | Mikroszkópos biológiai vizsgálatok                   |                           |
| Coliform baktériumok      | Telepszám 37 °C-on                                   |                           |

A végrehajtandó vizsgálatok a víz nyeréstől függenek, de figyelembe kell venni azt is, hogy az ÁNTSZ fővárosi illetve regionális intézete szükség esetén más vízminőségi jellemzők esetenkénti vagy rendszeres vizsgálatát is előírhatja.

### A vizsgálati módszerekkel szemben támasztott követelmények
Az ivóvíz minősítése szintén a 201/2001. (X.25.) Kormány rendeletben foglaltak alapján történik meg. A rendelet a minősítésre vonatkozó 1. számú melléklete 6 darab táblázatot tartalmaz vízminőségi paraméterekkel és a rájuk vonatkozó határértékekkel illetve megjegyzésekkel. Ezek a táblázatok a következők:

#### A; Mikrobiológiai vízminőségi jellemzők
| Vízminőségi jellemző       | Határérték (szám/100 ml) |
| -------------------------- | ------------------------ |
| Escherichia coli (E. coli) | 0                        |
| Enterococcusok             | 0                        |

Tartályban forgalmazott vízre vonatkozó értékek:
| Vízminőségi jellemző       | Határérték |
| -------------------------- | ---------- |
| Escherichia coli (E. coli) | 0/250 ml   |
| Enterococcusok             | 0/250 ml   |
| Pseudomonas aeruginosa     | 0/250 ml   |
| Telepszám 22 °C-on         | 100/ml     |
| Telepszám 37 °C-on         | 20/ml      |

#### B; Kémiai vízminőségi jellemzők
| Vízminőségi jellemző               | Határérték | Megjegyzés |
| ---------------------------------- | ---------- | --- |
| Akrilamid                          | 0,10 µg/l  | Maradék monomer. Ha 1,2-diklór-etilén>10 µg/l, akkor vinil-kloridot is mérni kell. |
| Antimon                            | 5,0 µg/l   | |
| Arzén                              | 10 µg/l    | Figyelni kell a rendeletben felsorolt településeket. |
| Benzol                             | 1,0 µg/l   | |
| Benz(a)pirén                       | 0,010 µg/l | |
| Bór                                | 1,0 mg/l   | Figyelni kell a rendeletben felsorolt településeket. |
| Bromát                             | 10 µg/l    | Ózon kezelés esetén mérendő. Törekedni kell minél kisebb érték elérésére anélkül, hogy a fertőtlenítés biztonsága csökkenne. |
| Kadmium                            | 5,0 µg/l   | |
| Króm                               | 50 µg/l    | |
| Réz                                | 2,0 mg/l   | Fogyasztói csapnál, jellemző kell hogy legyen a fogyasztó szervezetébe jutó heti átlagos mennyiségre. |
| Cianid                             | 50 µg/l    | |
| 1,2-diklór-etán                    | 3,0 µg/l   | |
| Epiklórhidrin                      | 0,10 µg/l  | Maradék monomer. Ha 1,2-diklór-etilén>10 µg/l, akkor vinil-kloridot is mérni kell. |
| Fluorid                            | 1,5 mg/l   | Figyelni kell a rendeletben felsorolt településeket. |
| Ólom                               | 10 µg/l    | Fogyasztói csapnál, jellemző kell hogy legyen a fogyasztó szervezetébe jutó heti átlagos mennyiségre. |
| Higany                             | 1,0 µg/l   | |
| Nikkel                             | 20 µg/l    | Fogyasztói csapnál, jellemző kell hogy legyen a fogyasztó szervezetébe jutó heti átlagos mennyiségre. |
| Nitrát                             | 50 mg/l    | A nitrát és nitrit együttes koncentrációra a következő feltételeknek teljesülnie kell: (nitrát, mg/l)/50+(nitrit, mg/l)/3 ≤ 1. Ha a víz ennek az előírásnak nem felel meg, akkor csecsemők ételének, tápszerek készítéséhez nem szabad felhasználni. A nitrit koncentrációja a hálózatba táplált vízben nem lehet nagyobb 0,10 mg/l-nél. |
| Nitrit                             | 0,50 mg/l  | Figyelni kell a rendeletben felsorolt településeket, az ideiglenes határértékeket valamint a D; táblázatot. A nitrát és nitrit együttes koncentrációra a következő feltételeknek teljesülnie kell: (nitrát, mg/l)/50+(nitrit, mg/l)/3 ≤ 1. Ha a víz ennek az előírásnak nem felel meg, akkor csecsemők ételének, tápszerek készítéséhez nem szabad felhasználni. A nitrit koncentrációja a hálózatba táplált vízben nem lehet nagyobb 0,10 mg/l-nél.                                     |
| Peszticidek                        | 0,1 µg/l   | Inszekticidek, herbicidek, fungicidek, nematocidek, akaricidek, algicidek, rodenticidek, szlimicidek, egyéb hasonló termékek, valamint metabolitjaik és reakció termékeik. Csak azokat kell rendszeresen vizsgálni, amelyek az adott vízellátó rendszerben jelen lehetnek (OTH, helyi ÁNTSZ, növényvédelmi állomások információi alapján). A határérték az egyes peszticidekre külön-külön vonatkozik. Aldrin, dieldrin, heptaklór és heptaklór-epoxid esetében a határérték 0,030 µg/l. |
| Összes peszticid                   | 0,5 µg/l   | A kimutatott és mennyiségileg mért peszticidek koncentrációjának összege. Lásd előzőt is. |
| Policiklikus aromás szénhidrogének | 0,1 µg/l   | Benz(b)fluorantén, benz(k)fluorantén, benz(ghi)perilén és indeno(1,2,3-cd)pirén összege. |
| Szelén                             | 10 µg/l    | |
| Tetraklór-etilén és triklór-etilén | 10 µg/l    | A két vegyület koncentrációjának összege. |
| Összes trihalo-metán               | 50 µg/l    | Kloroform, bromoform, dibróm-klórmetán és bróm-diklórmetán összege. Törekedni kell minél kisebb érték elérésére anélkül, hogy a fertőtlenítés biztonsága csökkenne. |
| Vinil-klorid                       | 0,50 µg/l  | Akkor kell mérni, ha 1,2-diklór-etilén>10 µg/l |
| Cisz-1,2-diklór-etilén             | 50 µg/l    | |
| Klorit                             | 0,20 mg/l  | Törekedni kell minél kisebb érték elérésére anélkül, hogy a fertőtlenítés biztonsága csökkenne. |
| Kötött aktív klór                  | 3,0 mg/l   | Törekedni kell minél kisebb érték elérésére anélkül, hogy a fertőtlenítés biztonsága csökkenne. |

Megjegyzés: Figyelni kell a rendeletben feltüntetett hatálybalépési időpontokat.

#### C; Indikátor vízminőségi jellemzők
| Vízminőségi jellemző                               | Határérték                                                     | Megjegyzés |
| -------------------------------------------------- | -------------------------------------------------------------- | --- |
| Alumínium                                          | 200 µg/l                                                       | |
| Ammónium                                           | 0,50 mg/l                                                      | Felsorolt vizek esetén D; táblázat az irányadó. |
| Klorid                                             | 200 mg/l                                                       | Felsorolt vizek esetén D; táblázat az irányadó. |
| Szulfit redukáló anaerob baktériumok (Clostridium) | 0 szám/100 ml                                                  | Csak akkor kell vizsgálni, ha a víz felszíni vízből származik vagy az által befolyásolt. Kimutatott jelenléte az ÁNTSZ részéről további intézkedéseket igényel.                                                                |
| Szín                                               | A fogyasztók számára elfogadható, és nincs szokatlan változás. | |
| Vezetőképesség                                     | 2500 µS cm−1 20 °C-on                                          | A víz nem lehet agresszív. |
| pH                                                 | 6,5 és 9,5 között.                                             | A víz nem lehet agresszív, tartályban forgalmazott vízben a minimum pH érték 4,5 lehet. Szénsavval dúsított még alacsonyabb lehet. Olyan vízműveknél, ahol klórozással fertőtlenítenek a pH érték a 8,5-et nem haladhatja meg. |
| Vas                                                | 200 µg/l                                                       | |
| Mangán                                             | 50 µg/l                                                        | |
| Szag                                               | A fogyasztók számára elfogadható, és nincs szokatlan változás. | |
| Permanganát-index (KOIps)                          | 5 mg/l O2                                                      | Felsorolt vizek esetén D; táblázat az irányadó. A felszíni víznyerés esetén 3,5 és 5,0 között lehet, de a nyers vízben mért érték 65%-át nem haladhatja meg e tartományon belül.                                               |
| Szulfát                                            | 250 mg/l                                                       | A víz nem lehet agresszív. |
| Nátrium                                            | 200 mg/l                                                       | |
| Íz                                                 | A fogyasztók számára elfogadható, és nincs szokatlan változás. | |
| Telepszám 22 °C és 37 °C-on                        | Nincs szokatlan változás Szám/ml                               | Az ÁNTSZ vízműre illetve mintavételi pontra határértéket szabhat meg. |
| Coliform baktériumok                               | 0 szám/100 ml                                                  | Tartályban forgalmazott vízre szám/250 ml |
| Pseudomonas aeruginosa                             | 0 szám/100 ml                                                  | Ha a coliform szám meghatározásának módszere alkalmas a Pseudomonas aeruginosa kimutatására, akkor külön nem kell vizsgálatot végezni, csak ÁNTSZ utasításra.                                                                  |
| Összes szerves szén                                | Nincs szokatlan változás                                       | 10000 m³/nap-nál kisebb kapacitású vízműveknél nem kötelező mérni. |
| Zavarosság                                         | A fogyasztók számára elfogadható, és nincs szokatlan változás. | Felszíni vízbeszerzés esetén a tisztított vízben 1 NTU alatti legyen. |
| Keménység                                          | 50–350 mg/l CaO                                                | |
| Fenolindex                                         | 20 µg/l                                                        | Szag vagy íz panaszok esetén kell vizsgálni. Szigorúbb határérték is előírható. |
| Olajszármazékok                                    | 50 µg/l                                                        | Szag vagy íz panaszok esetén kell vizsgálni. Szigorúbb határérték is előírható. |
| Trícium                                            | 100 Bq/l                                                       | A vizsgálat gyakoriságát külön jogszabály határozza meg. |
| Összes indikatív dózis                             | 0,10 mSv/év                                                    | A vizsgálat gyakoriságát külön jogszabály határozza meg. |

#### D; Szennyezésjelző vízminőségi jellemzők és határértékek karszt-, talaj- és partiszűrésű vízbázisok esetében
| Vízminőségi jellemző      | Határérték | Megjegyzés |
| ------------------------- | ---------- | ---------- |
| Permanganát-index (KOIps) | 3,5 mg/l   |            |
| Ammónium                  | 0,2 mg/l   |            |
| Nitrit                    | 0,1 mg/l   |            |
| Klorid                    | 100 mg/l   |            |

#### E; Biológiai vízminőségi jellemzők és határértékek
| Vízminőségi jellemző      | Határérték   | Megjegyzés |
| ------------------------- | ------------ | --- |
| Üledék                    | 0,10 ml/l    | Legalább 1 liter vízmintából 0,45 µm-es membránszűrőn kiszűrt, lemosott, majd centrifugával tömörített anyagként mérve. |
| Véglények                 | 0 szám/l     | Szennyezettséget jelző alfamezoszaprób, poliszaprób szervezetek.                                                        |
| Férgek                    | 0 szám/l     | Nematoda, Oligochaeta-, Ascarida-, Gasztrotricha-, stb. fajok és petéik, cocconjaik.                                    |
| Baktériumok               | 0 szám/l     | Legalább 1 liter vízmintából 0,45 µm-es membránszűrőn kiszűrt anyagból.                                                 |
| Gombák                    | 0 szám/l     | Legalább 1 liter vízmintából 0,45 µm-es membránszűrőn kiszűrt anyagból.                                                 |
| Fonalas baktériumok       | 2×104 szám/l | Vas- és mangánbaktériumok                                                                                               |
| Egyéb baktériumok         | 102 szám/l   | Kénbaktériumok |
| Algák és cianobaktériumok | 104 szám/l   | Csak felszíni vízből nyert ivóvízre vonatkozik.                                                                         |

## A víz minősítése
Jelenleg az ivóvíz minősítése az előírt vizsgálatok együttes értékelése alapján történik. A vizet akkor lehet ivóvíznek minősíteni, hogy ha a víz nem tartalmaz olyan mennyiségben vagy koncentrációban mikroorganizmust, parazitát, kémiai vagy fizikai anyagot, amely az emberi egészségre veszélyt jelenthet és a rendelet 1. számú mellékletének A; és B; részében meghatározott követelményeknek megfelel, illetve a rendeletben meghatározott további követelmények teljesülnek. Az 1. számú melléklet C; D; illetve E; részében megadott határértékek elsősorban az üzemellenőrzést szolgálják, valamint a minőségjavító beavatkozásokat, és vízhasználat korlátozásokat segítik. Ha a szolgáltatott víz az A; és B; részben meghatározott határértékeknek megfelel, azonban C;D; és/vagy E; részében előírt valamely határértéknek nem felel meg, akkor kifogásolt minőségű ivóvíznek kell tekinteni. A víznyerő helyet figyelembe kell venni a KOIps, ammónium, nitrit és klorid határértékek megállapításánál. Ezen kívül figyelembe kell venni a rendeletben szereplő határértékek hatályba lépési időpontjait és a felsorolt településeket.

## Víztoxikológiai vizsgálatok

### Alkalmazása
Akkor alkalmazzák, ha a víz mérgezőképességét okozó egy vagy több anyag akár nagyfokú hígulás, akár a hatóanyag ismeretlensége, akár több hatóanyag együttes jelenléte miatt kémiai eljárással nem azonosítható és nem mérhető. A mérgezőképességet biológiai teszttel vizsgálják. Közvetlenül mérgező, akut hatások megállapítására rövid lejáratú (6-96 órás) tesztmódszerek vagy gyorsmódszerek alkalmasak. Krónikus hatások kis dózisokkal folyamatosan dolgozó, hosszan tartó (általában 25-30 napos, kivételesen 200 napos) eljárásokkal vizsgálhatók.

### Víztoxikológiai fogalmak
A vizsgálatok elvégzésénél és az eredmények megadásánál az alábbi fogalmakat használják:
- Ártalmatlan koncentráció az a legnagyobb töménység, amely adott kísérleti körülmények között még semmi károsodást nem okoz.
- Kritikus koncentráció az a töménység, amelynél az élőlények károsodásának első jelei jelentkeznek.
- Közepes letális koncentráció (LC 50) az a töménység, amelynél meghatározott időn belül az élőlények fele elpusztul.
- Közepes tűréshatárú (TLm) az a koncentráció, amelynél a meghatározott időn belül 50% gátlás jelentkezik.
- A biztonsági koncentráció a közepes letális koncentráció 1/10 része.
- A halált okozó (letális) koncentrációnál (LC) már az összes élőlény elpusztul.

### Mintavétel
A mintát tisztára mosott, sok esetben sterilizált, a vizsgálati vízzel legalább kétszer kiöblített üvegedénybe kell venni, állandó hőmérsékleten kell szállítani. Tárolni 0-4 °C hőmérséklet között kell, ennek ideje maximálisan 12 óra lehet.

### Vizsgálat
A vizsgálathoz a mintából hígítási sort készítenek üledék- és mérgezőanyag-mentes vízzel, amelyet használat előtt felforralnak, majd utána megszűrnek. Erre a célra ionmentes víz is megfelel. A mérési eredmények értékelésénél az eredményeket egyszer logaritmikus mm-papíron ábrázolják és az 50% pusztuláshoz tartozó értéket a független változó tengelyére levetítve megkapjuk a TLm értéket. A vizsgálat lehet dinamikus vagy statikus. A dinamikus vizsgálatnál a vizsgálati élőlényeket folyamatosan cserélődő vizsgálati vízzel hozzák kapcsolatba. Statikus tesztet zárt medencében, vízcsere nélkül, maximálisan 96 órás behatási idővel hajtjuk végre. A vizsgálat az alkalmazott élőlények szerint lehet:
- halteszt,
- csíranövény teszt,
- algateszt.

Mivel az élő szervezetek a különböző toxikus anyagokra másként reagálnak, ezért egy bizonyos szennyezettségű vízzel más-más eredményt kaphatunk a különböző teszteknél.

## A víz ihatóságának megállapítása
A víz ihatóságát a helyszíni, a mikroszkopikus biológiai, a fizikai, kémiai, a bakteriológiai és a víz toxikológiai szabványok szerint elvégzett vizsgálatok eredményeinek együttes értékelése alapján kell megállapítani.